# ノボタン

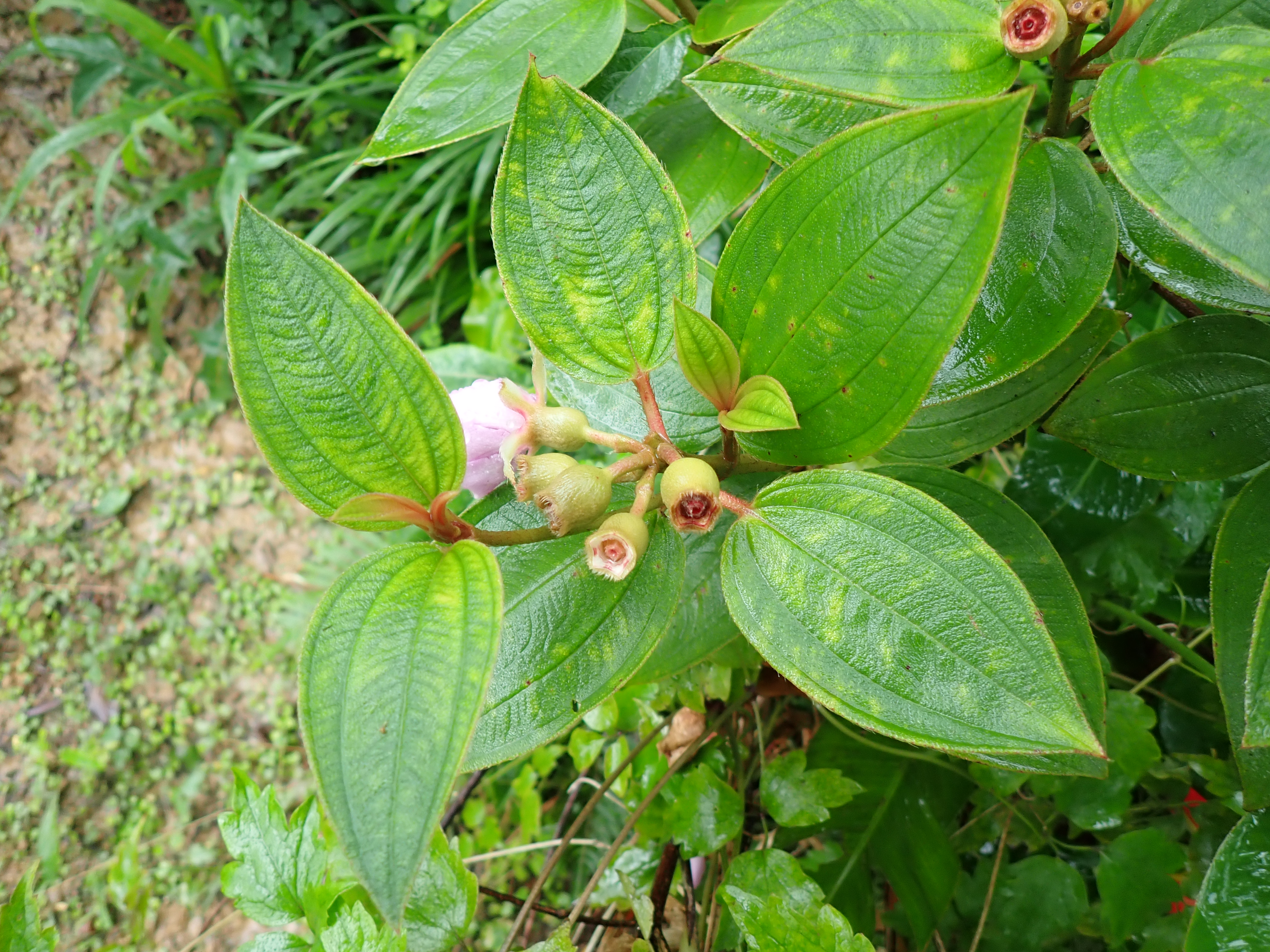
ノボタンの果実

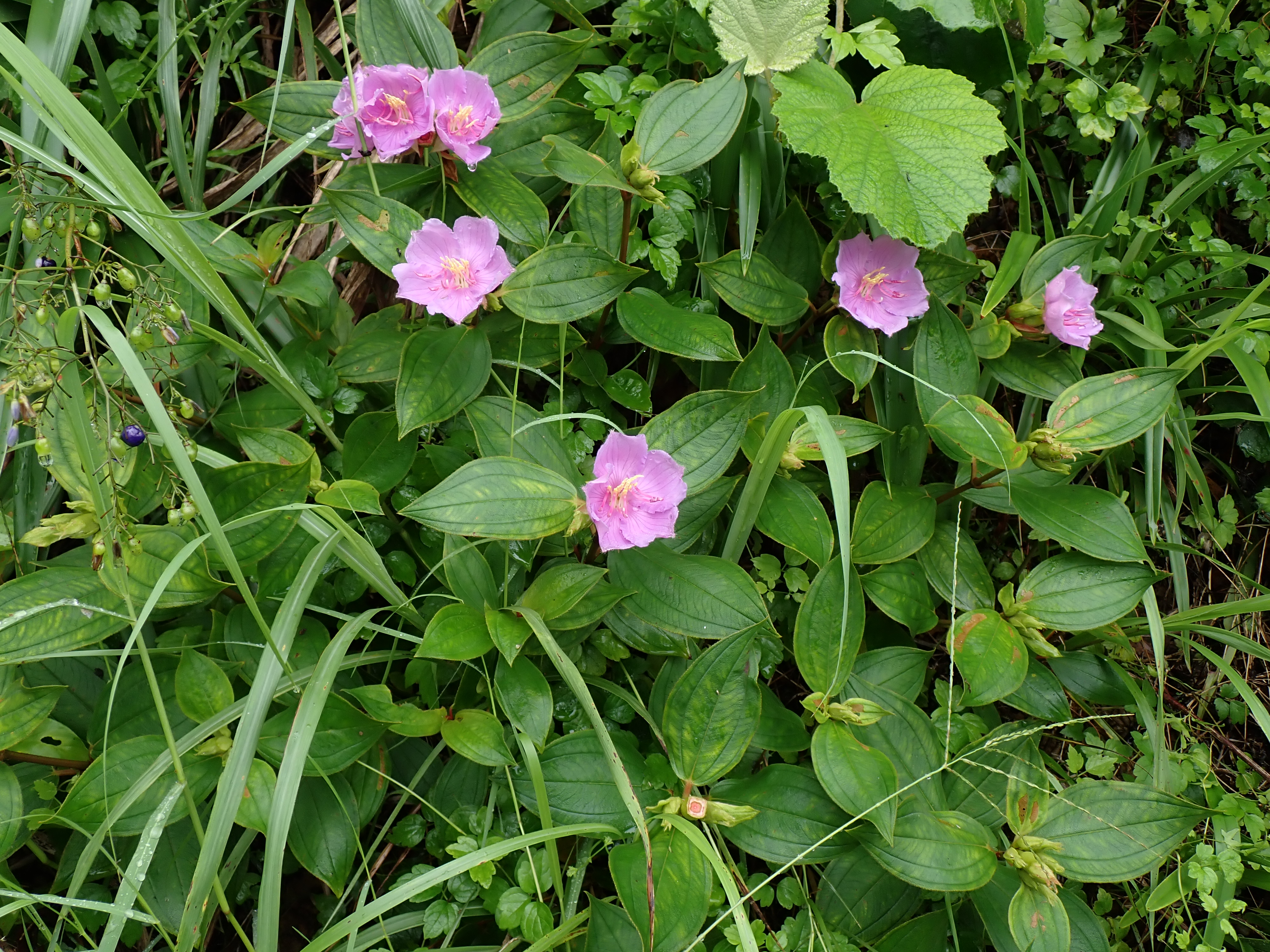
ノボタンの生育状況（沖縄県国頭郡国頭村）

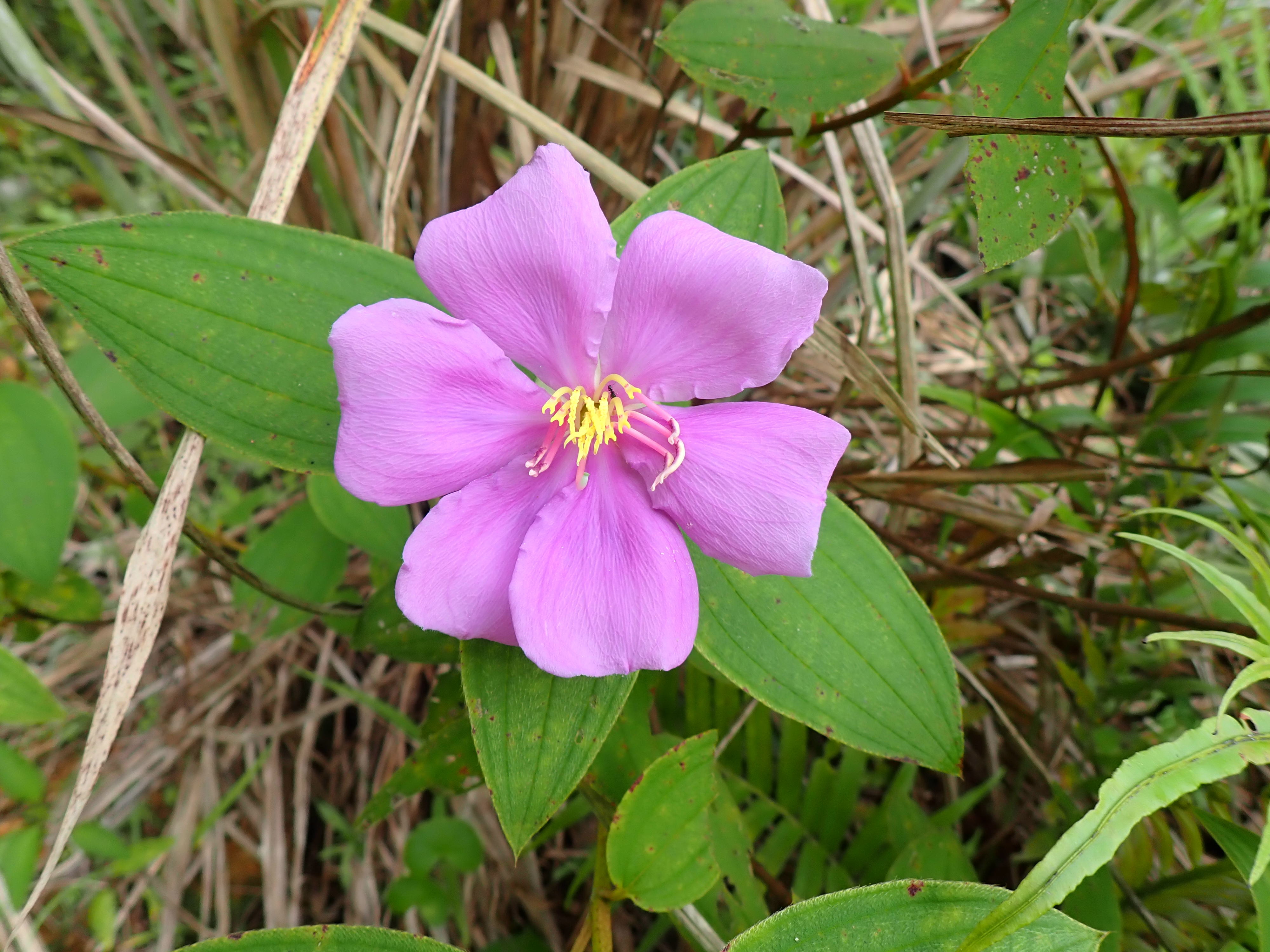
ノボタンの花（花弁６枚）

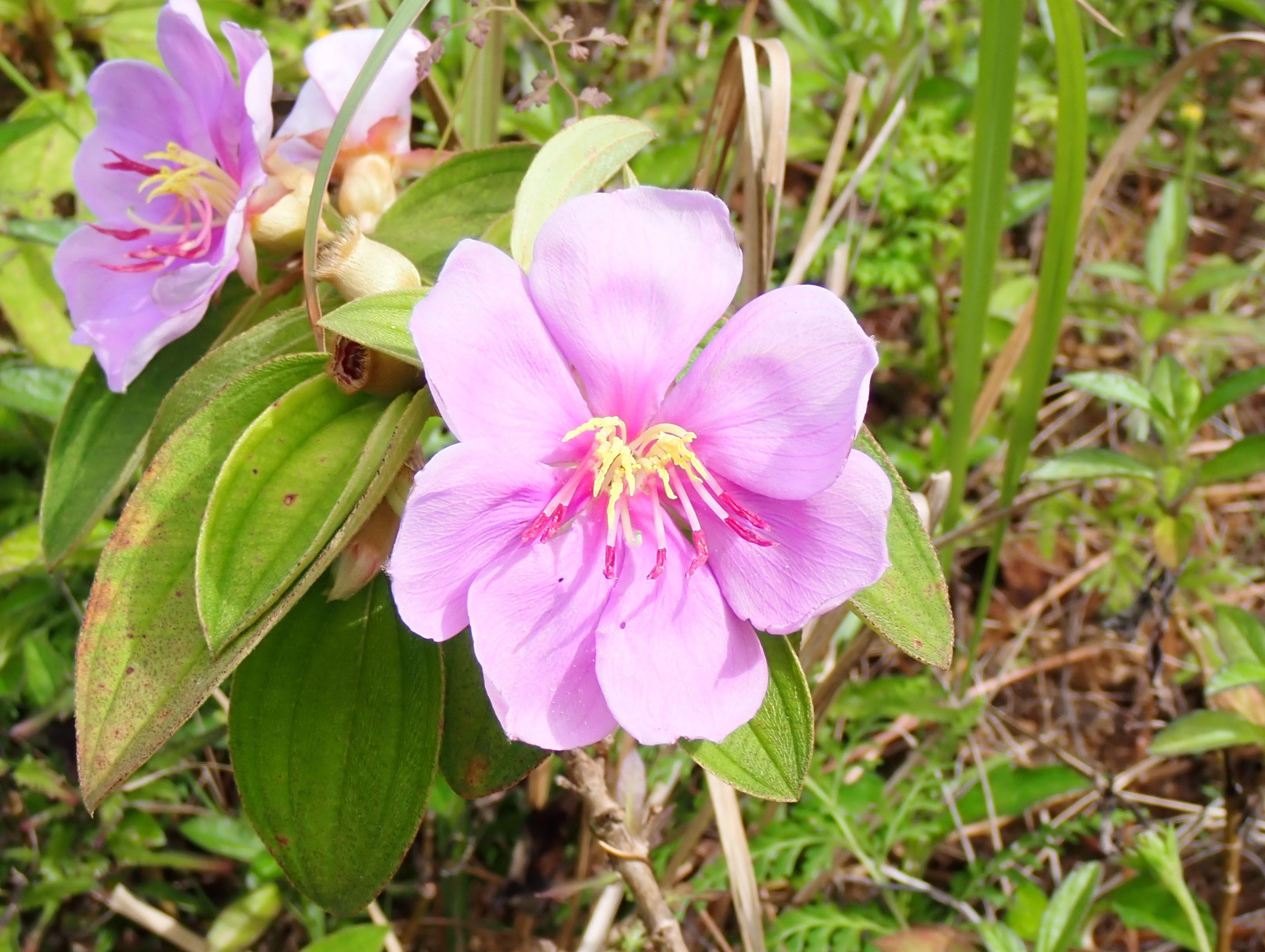
ノボタンの花（花弁７枚）

ノボタン（野牡丹、学名：Melastoma candidum）はノボタン科ノボタン属の常緑低木。
方言名ハンコーギー、ハンケータブ。

## 特徴
高さ0.5-2 m。やや4稜形の枝や葉柄に伏した剛毛が多数あり、細長い鱗片もみられる。葉は単葉、全縁で対生し、長さ6-12 cm。葉裏は3〜5行脈が太く目立つ。葉の両面に伏した剛毛が密生しざらつく。
花は桃〜紅紫色で稀に白色（品種シロバナノボタンMelastoma candidum f. albiflorum）、通常５弁、ノボタン科自生種中最大の直径6–8 cmで、頂生の単生または集散花序を形成する。花は放射相称だが雌雄蕊はやや左右相称。雄蕊は花弁の倍数個あり、半数ずつ長短２型に分かれる。花期は春〜夏で、梅雨の頃に林縁や傾斜面で開花株を多く見かける。
果実は可食で直径1–1.5 cmの洋ナシ型の液果、冬に熟し、成熟すると不規則に裂ける。果実を食べると口（stoma）の中が黒く（mela）染まることが属名Melastomaの由来とされる。 
よく似たハシカンボクBredia hirsutaは花弁４枚、葉縁が鋸歯縁で毛が開出する点で異なる。また、園芸業界で「ノボタン」とされるものは、花色が紫の中南米原産のビロードノボタン（アツバノボタン）、シコンノボタンや栽培品種コート・ダジュールであることが多い。

## 分布と生育環境
屋久島、奄美群島〜先島諸島にやや普通にみられる。南硫黄島の雲霧林地帯にも記録がある。19世紀中頃には観賞用として日本本土へ導入された。国外では台湾、中国南部、インドシナ半島、フィリピンに産する。山地〜低地の林縁や乾いた草地に生育する。沖縄本島では北部地域の原野や斜面などの酸性土壌地に自生がみられる。

## 利用
公園・庭園、鉢物用。低木状で大きく咲く花が見所。日当たりが良く排水良好な酸性土壌を好む。アルカリ性土壌でも植栽可能だが微量要素欠乏症が現れやすい。徒長しやすいので花後に新芽を切り詰め、枝数を増やすと花数が多くなる。病虫害はほぼ無いが、まれにカイガラムシが発生することがある。挿し木や実生で繁殖可能。

## 近縁種
奄美〜琉球諸島のノボタンの他に、小笠原諸島北硫黄島にノボタンの変種イオウノボタン M. candidum var. alessandrense（桃色５弁、絶滅危惧II類 (VU)）、父島にムニンノボタン M. tetramerum var. tetramerum（白色４弁、絶滅危惧IA (CR)）、母島にムニンノボタンの変種ハハジマノボタン M. tetramerum var. pentapetalum（淡桃色５弁、絶滅危惧IB (EN)）が知られる。 また、園芸用としては前述のビロードノボタンなどの他に、ヤドリノボタン属Medinillaのサンゴノボタン（Medinilla speciosa、マレーシア原産）やオオバヤドリノボタン（フィリピン原産）などが市販される。ヤドリノボタン属の２種は個々の花が小さいものの、花序と葉が大きく鑑賞価値が高く、植物園の温室でもよく栽培される。